# Peetschsee (Wustrow)
Der Peetschsee ist ein See im Landkreis Mecklenburgische Seenplatte in Mecklenburg-Vorpommern auf dem Gemeindegebiet von Wustrow nahe der Ortschaft Neu Drosedow.
Der Peetschsee ist ein Rinnensee und hat eine Länge von 1,4 Kilometern sowie eine mittlere Breite von 240 Metern. Der See hat einen Zufluss, welcher vom Kleinen und Großen Emssee (westlich und südwestlich von Neu Drosedow) in den südlichen Teil des Peetschsees mündet. Nur 100 Meter östlich dieser Mündung befindet sich der Abfluss aus dem Peetschsee hin zum Heegesee (westlich von Neu Wustrow). Am Nordufer des Sees befindet sich eine kleine Badestelle.
Der Seename leitet sich vom slawischen Wort pêsŭkŭ für Sand ab.

## Nachweise
1. ↑  Mecklenburger Kleinseenplatte. Gewässerkarte. Für Segler, Surfer, Motorbootfahrer, Ruderer, Kanuten und Angler. Betonnung, Wassertiefe, Servicetips. Maßstab 1:25000. DSV-Verlag u. a., Hamburg u. a. 1994, ISBN 3-88412-195-2.
2. ↑  Paul Kühnel: Die slavischen Ortsnamen in Meklenburg. In: Jahrbücher des Vereins für Mecklenburgische Geschichte und Altertumskunde. Bd. 46, 1881, ISSN 0259-7772, S. 3–168, hier S. 105.